# گمینا پژونک
گمینا پژونک (به لهستانی:  Gmina Przyłęk) یک گمینا در لهستان است که در شهرستان زوولنگ واقع شده‌است. گمینا پژونک ۱۳۰٫۸۹ کیلومتر مربع مساحت و ۶٬۴۷۹ نفر جمعیت دارد.